# The Amazing Spider-Man 2 (soundtrack)

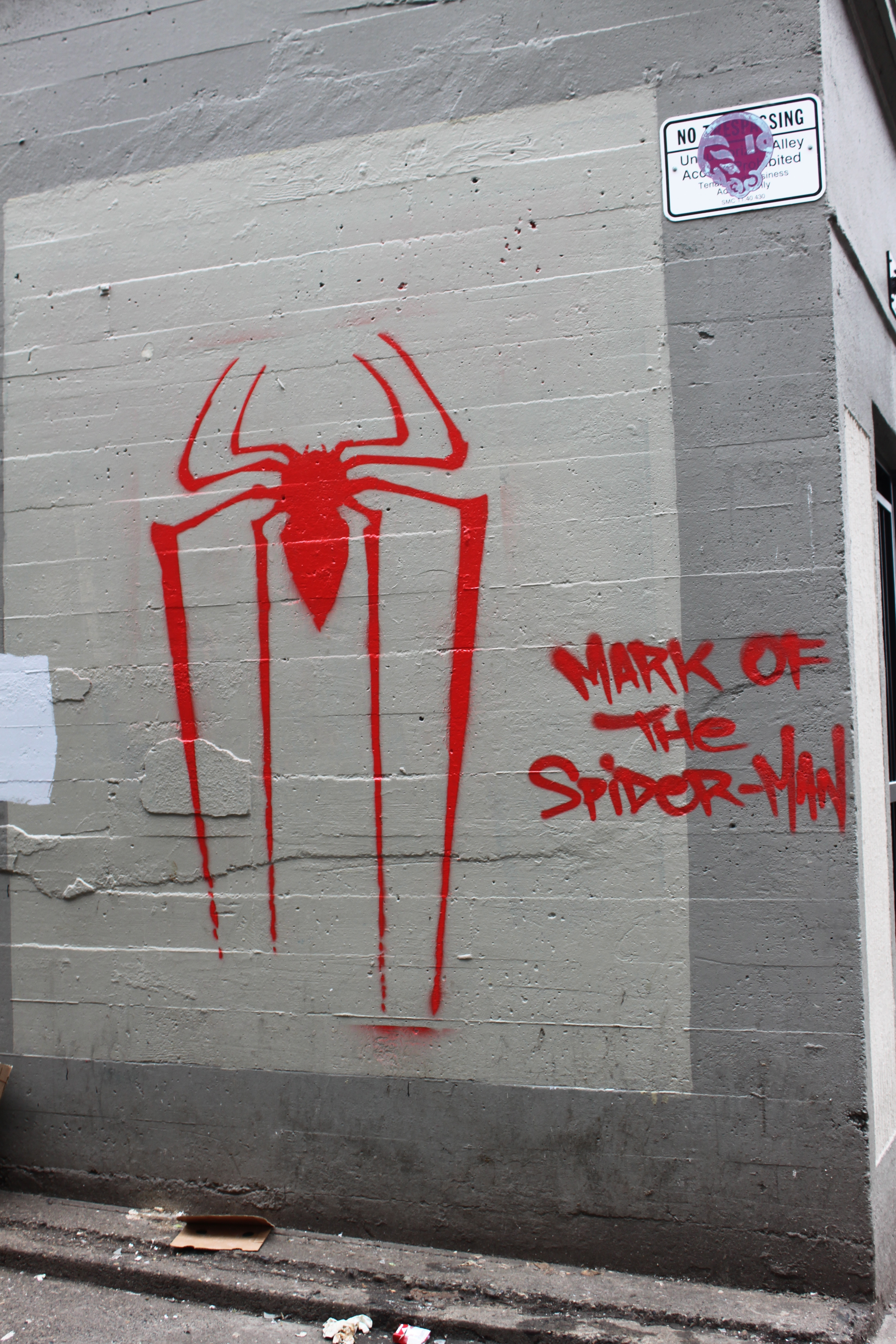
The Amazing Spider-Man logo

The Amazing Spider-Man 2 is de originele soundtrack van de film uit 2014 met dezelfde naam, gecomponeerd en geproduceerd door Hans Zimmer in samenwerking met The Magnificent Six bestaande uit Pharrell Williams, Johnny Marr, Junkie XL, Mike Einziger, Andrew Kawczynski en Steve Mazzaro. Het album werd uitgebracht op 22 april 2014 door Columbia Records en Madison Gate Records.
Filmregisseur Marc Webb kondigde in juli 2013 aan dat de originele filmmuziek van de film gecomponeerd zal worden door de componist Hans Zimmer. Later werd bekend dat Zimmer de muziek wil vormen met een supergroep genaamd The Magnificent Six. Leden van de groep waren componisten en muzikanten waarvan Zimmer in het verleden ook al een samenwerking had. Hiermee werd de naam van Williams als eerste bevestigd. De muziek werd uitgevoerd in elektronische muziek in combinatie met een traditioneel symfonieorkest onder leiding van Nick Glennie-Smith. De opnames werden afgemixt in de Remote Control Productions studio. Het nummer "It's On Again"  van Alicia Keys en Kendrick Lamar is de aftiteling van de film en werd ook uitgebracht op single. In de Amerikaanse hitlijst de Billboard 200 behaalde het album als hoogste notering plaats 112. In de Britse hitlijst de UK Compilation Albums behaalde het album plaats 37 en in Vlaanderen bij de Ultratop 200 Albums plaats 141.

## Musici
- Tom Boyd - Hobo
- Ann Marie Calhoun - Viool
- Stuart Clark - Klarinet
- Randy Cooke - Percussie
- Stephen Erdody - Cello
- Walt Freedman - Trompet
- Johnny Marr - Gitaar
- Brent Paschke - Gitaar
- Satnam Ramgotra - Percussie
- Hans Zimmer - Synthesizer

## Nummers
De soundtrack (Deluxe, 2cd)
| Nr.: | Titel:                 | Duur: |
| ---- | ---------------------- | ----- |
| 1    | I'm Electro            | 0:46  |
| 2    | There He Is            | 2:54  |
| 3    | I'm Spider-Man         | 1:04  |
| 4    | My Enemy               | 8:17  |
| 5    | Ground Rules           | 1:11  |
| 6    | Look At Me             | 3:10  |
| 7    | Special Project        | 3:14  |
| 8    | You Need Me            | 3:17  |
| 9    | So Much Anger          | 2:12  |
| 10   | I'm Moving To England  | 1:03  |
| 11   | I'm Goblin             | 3:42  |
| 12   | Let Her Go             | 0:33  |
| 13   | You're My Boy          | 2:57  |
| 14   | I Need To Know         | 5:00  |
| 15   | Sum Total              | 2:51  |
| 16   | I Chose You            | 1:34  |
| 17   | We're Best Friends     | 2:17  |
| 18   | Still Crazy            | 2:42  |
| 19   | The Rest of My Life    | 2:28  |
| 20   | You're That Spider Guy | 5:29  |

| Nr.: | Titel:                         | Artiest(en):                 | Duur: |
| ---- | ------------------------------ | ---------------------------- | ----- |
| 1    | The Electro Suite              |                              | 12:36 |
| 2    | Harry"s Suite                  |                              | 10:07 |
| 3    | Cold War                       |                              | 3:28  |
| 4    | No Place Like Home             |                              | 1:53  |
| 5    | It's On Again                  | Alicia Keys & Kendrick Lamar | 3:50  |
| 6    | Song For Zula                  | Phosphorescent               | 6:09  |
| 7    | That's My Man                  | Liz                          | 3:47  |
| 8    | Here                           | Pharrell Williams            | 4:38  |
| 9    | Honest                         | The Neighbourhood            | 3:57  |
| 10   | Within The Web (First Day Jam) | Czarina Russell              | 4:30  |
| 11   | Electro Remix                  | Alvin Risk & Hans Zimmer     | 3:27  |

De bovenstaande soundtrack (het dubbelalbum met 31 tracks) is ook in meerdere variaties uitgebracht als 1cd- en 2cd-uitvoering, waaronder:
- Een album van de bovenstaande nummers 1 tot en met 6, 8, 9, 14 tot en met 18 en 20 van cd1 en 5 tot en met 9 en 11 van cd2 (als 20 tracks album).
- De bovengenoemde 20 tracks album variatie inclusief een bonustrack: "On Top Of The World" van Jett Rebel (als het op een na laatste nummer op het album).
- Het dubbelalbum (31 tracks) inclusief een bonustrack: "The Egde" van Tonight Alive (als het op een na laatste nummer op het dubbelalbum).
- Het dubbelalbum (31 tracks) inclusief een bonustrack: "Ohno Zurück Zu Sehen" van Tim Bendzko (als het op een na laatste nummer op het dubbelalbum).
- Het dubbelalbum (31 tracks) inclusief een bonustrack: "Just The Two Of Us" van P9 (als het op een na laatste nummer op het dubbelalbum).

## Hitnoteringen

### VlaamseUltratop 200 Albums
| Hitnotering: 03-05-2014 | Hitnotering: 03-05-2014 | Hitnotering: 03-05-2014 |
| Week:                   | 1                       |                         |
| ----------------------- | ----------------------- | ----------------------- |
| Positie:                | 141                     | uit                     |